# Quecksilber-Cadmium-Tellurid
Quecksilber-Cadmium-Tellurid, Hg1−xCdxTe (englisch mercury cadmium telluride, MCT) ist eine ternäre Halbleiterverbindung aus Cadmiumtellurid und Quecksilbertellurid. Es ist ein direkter Halbleiter.

## Kristallstruktur

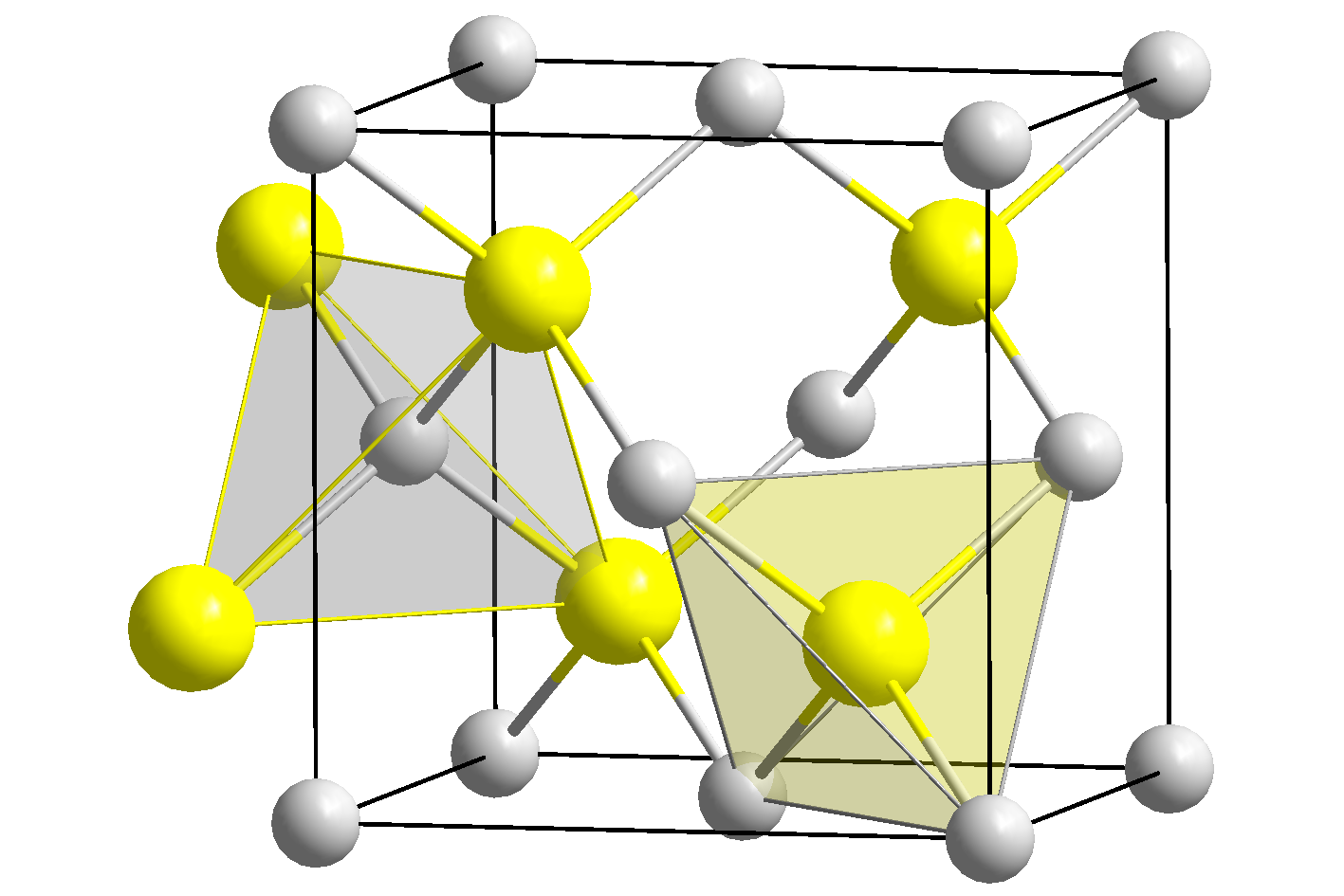
Kristallstruktur von Hg_{1−x}Cd_{x}Te mit Hg und Cd gemischt in gelb, Te in weiß.

Die gesamte Mischungsreihe Hg1−xCdxTe inklusive der beiden Randphasen HgTe und CdTe kristallisiert in der Zinkblende-Struktur in der Raumgruppe F43m (Raumgruppen-Nr. 216). Quecksilber und Cadmium teilen sich ein Untergitter, wo sie statistisch ungeordnet verteilt sind. Das andere Untergitter besteht komplett aus Tellur. Alle Atome sind dabei tetraedrisch koordiniert.

## Verwendung

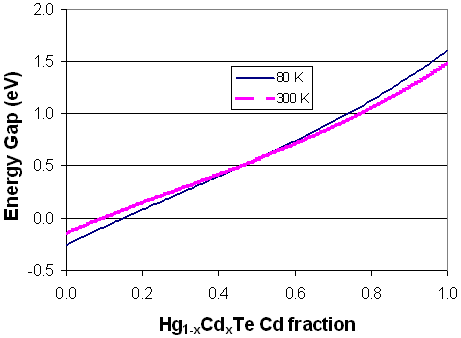
Bandabstand als Funktion des Cadmiumanteils bei verschiedenen Temperaturen

Quecksilber-Cadmium-Tellurid wird als Ausgangsmaterial für Infrarotsensoren eingesetzt, beispielsweise beim High-Resolution Instrument der Raumsonde Deep Impact sowie bei der NIRCam des James-Webb-Teleskops. Der Cadmiumanteil in Hg1−xCdxTe bestimmt den Bandabstand und damit die Wellenlängenempfindlichkeit. Je nach Zusammensetzung kann damit die Cut-off-Wellenlänge verschoben werden. Bei 0 % Quecksilber (also CdTe) beträgt der Bandabstand maximal 1,5 eV.
Es wurde zum ersten Mal 1958 von einer Forschergruppe in England synthetisiert. Aufgrund der Linearität des photoelektromagnetischen Effektes von der Magnetfeldstärke können Dünnfilm-Sensoren dieses Typs auch für konstruktiv einfache Magnetometer mit kleiner Zeitkonstante eingesetzt werden.